# Saint-Loubouer
Saint-Loubouer [sɛ̃ lubwe] est une commune du Sud-Ouest de la France, située dans le département des Landes (région Nouvelle-Aquitaine).

## Géographie

### Localisation
Site vallonné aux confins du Tursan et de la Chalosse, dans le vignoble de Tursan.

### Communes limitrophes
Les communes limitrophes sont Bahus-Soubiran, Bats, Buanes, Castelnau-Tursan, Classun, Eugénie-les-Bains, Fargues, Urgons et Vielle-Tursan.
| Fargues       | Buanes           | Classun           |
| Vielle-Tursan | Saint-Loubouer   | Eugénie-les-Bains |
| Bats, Urgons  | Castelnau-Tursan | Bahus-Soubiran    |

### Climat
Pour des articles plus généraux, voir Climat de la Nouvelle-Aquitaine et Climat des Landes.
Historiquement, la commune est exposée à un climat océanique aquitain.  
En 2020, Météo-France publie une typologie des climats de la France métropolitaine dans laquelle la commune est exposée à un climat océanique et est dans la région climatique  Aquitaine, Gascogne, caractérisée par une pluviométrie abondante au printemps, modérée en automne, un faible ensoleillement au printemps, un été chaud (19,5 °C), des vents faibles, des brouillards fréquents en automne et en hiver et des orages fréquents en été (15 à 20 jours).
Pour la période 1971-2000, la température annuelle moyenne est de 13,3 °C, avec une amplitude thermique annuelle de 14,3 °C. Le cumul annuel moyen de précipitations est de 1 058 mm, avec 12 jours de précipitations en janvier et 7,6 jours en juillet. Pour la période 1991-2020, la température moyenne annuelle observée sur la station météorologique la plus proche, située sur la commune d'Urgons à 4 km à vol d'oiseau, est de 14,0 °C et le cumul annuel moyen de précipitations est de 1 009,4 mm,. Pour l'avenir, les paramètres climatiques de la commune estimés pour 2050 selon différents scénarios d'émission de gaz à effet de serre sont consultables sur un site dédié publié par Météo-France en novembre 2022.

## Urbanisme

### Typologie
Au 1er janvier 2024, Saint-Loubouer est catégorisée commune rurale à habitat très dispersé, selon la nouvelle grille communale de densité à sept niveaux définie par l'Insee en 2022.
Elle est située hors unité urbaine. Par ailleurs la commune fait partie de l'aire d'attraction de Mont-de-Marsan, dont elle est une commune de la couronne,. Cette aire, qui regroupe 101 communes, est catégorisée dans les aires de 50 000 à moins de 200 000 habitants,.

### Occupation des sols

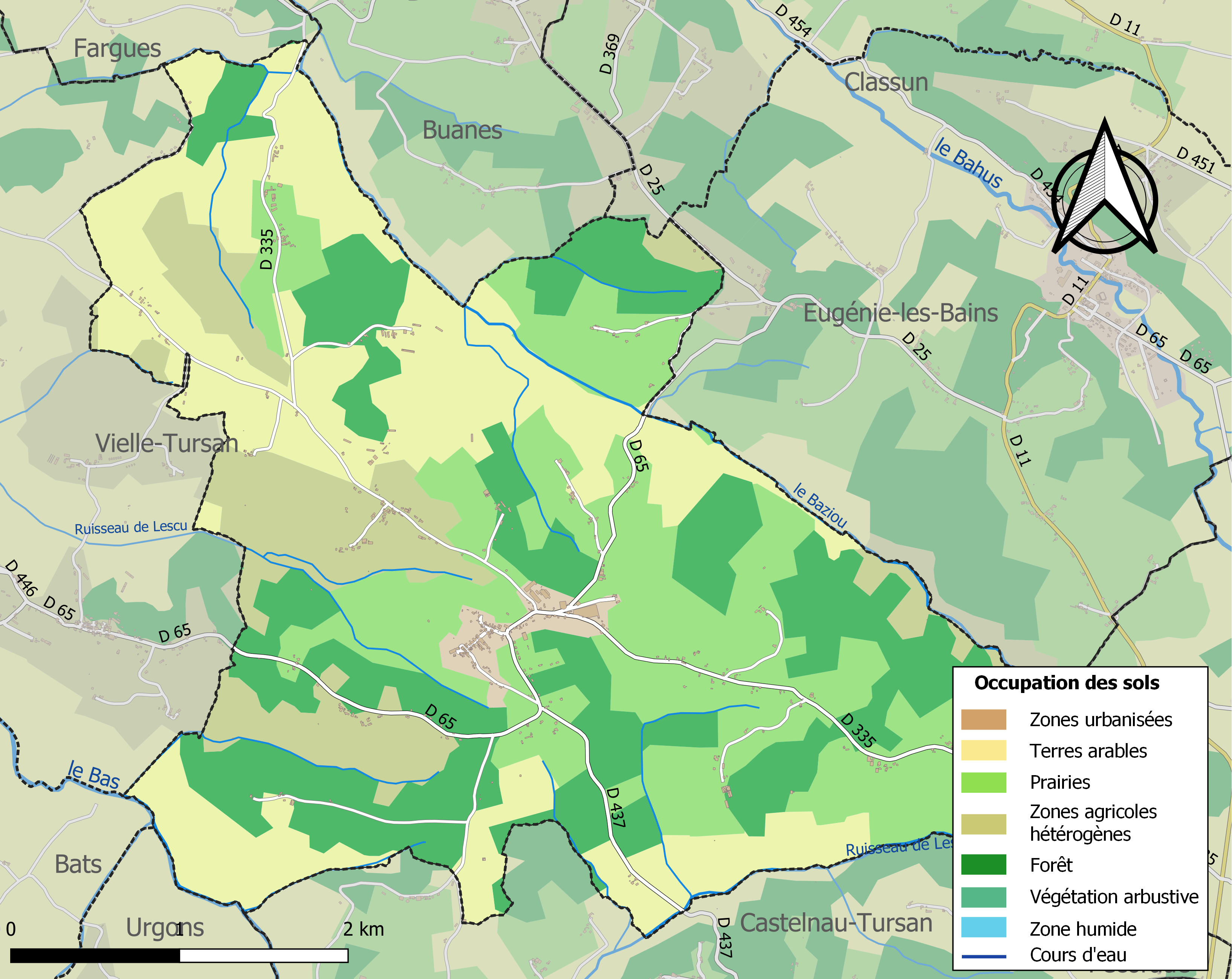
Carte des infrastructures et de l'occupation des sols de la commune en 2018 (CLC).

L'occupation des sols de la commune, telle qu'elle ressort de la base de données européenne d’occupation biophysique des sols Corine Land Cover (CLC), est marquée par l'importance des territoires agricoles (70,8 % en 2018), une proportion sensiblement équivalente à celle de 1990 (70,3 %). La répartition détaillée en 2018 est la suivante : terres arables (30 %), prairies (27,8 %), forêts (27,6 %), zones agricoles hétérogènes (13 %), zones urbanisées (1,6 %). L'évolution de l’occupation des sols de la commune et de ses infrastructures peut être observée sur les différentes représentations cartographiques du territoire : la carte de Cassini (XVIIIe siècle), la carte d'état-major (1820-1866) et les cartes ou photos aériennes de l'IGN pour la période actuelle (1950 à aujourd'hui).

### Risques majeurs
Le territoire de la commune de Saint-Loubouer est vulnérable à différents aléas naturels : météorologiques (tempête, orage, neige, grand froid, canicule ou sécheresse), mouvements de terrains et séisme (sismicité faible). Un site publié par le BRGM permet d'évaluer simplement et rapidement les risques d'un bien localisé soit par son adresse soit par le numéro de sa parcelle.
Les mouvements de terrains susceptibles de se produire sur la commune sont des tassements différentiels.

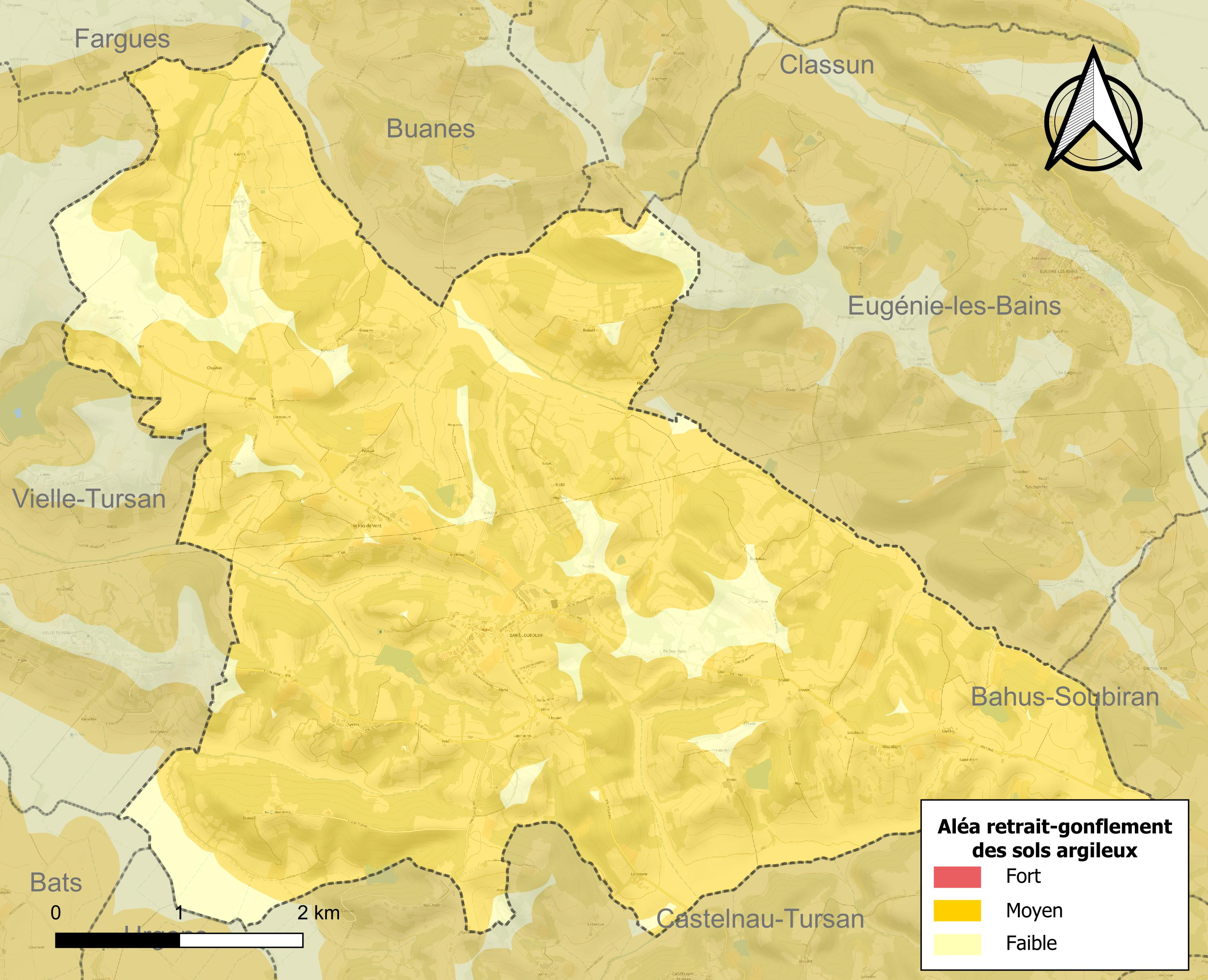
Carte des zones d'aléa retrait-gonflement des sols argileux de Saint-Loubouer.

Le retrait-gonflement des sols argileux est susceptible d'engendrer des dommages importants aux bâtiments en cas d’alternance de périodes de sécheresse et de pluie. 89,5 % de la superficie communale est en aléa moyen ou fort (19,2 % au niveau départemental et 48,5 % au niveau national). Sur les 244 bâtiments dénombrés sur la commune en 2019,  209 sont en aléa moyen ou fort, soit 86 %, à comparer aux 17 % au niveau départemental et 54 % au niveau national. Une cartographie de l'exposition du territoire national au retrait gonflement des sols argileux est disponible sur le site du BRGM,.
La commune a été reconnue en état de catastrophe naturelle au titre des dommages causés par les inondations et coulées de boue survenues en 1999 et 2009, par la sécheresse en 1989 et par des mouvements de terrain en 1999.

## Histoire
De la station celtibérienne, puis romane et gasconne appelée aujourd’hui Saint-Loubouer, ne subsiste aujourd’hui que le vaste camp romain du Castera, situé au nord-ouest de la commune.
Le bourg actuel s’est formé grâce à l'afflux d'habitants autour d’une abbaye bénédictine établie au Xe siècle, sur l’extrémité d’un promontoire. Il se compose d’une rue unique, l’actuelle Grande-Rue, aboutissant à l’église abbatiale. Vers le XIIIe siècle, il est fortifié et prend l’aspect d’une bastide, comme il s’en crée alors dans la région. Grâce à l’escarpement naturel du sol, les terrassements de défense qui l’entourent sont peu élevés. Seul le côté sud présente à l’origine deux issues protégées par deux portes fortifiées avec pont-levis, dont l'une subsiste encore. Cette porte, appelée tour Maubourguet, est surmontée d’une tour carrée massive à un étage. C’est le seul point d’entrée et de sortie du village.
En 1443 se tient l'assemblée des États généraux des villes du Tursan ralliées à la Couronne.
Des 7 et 10 septembre 1569, le village est ravagé par les troupes huguenotes lors des guerres de Religion. L'église primitive de Saint-Loubouer et le bourg sont presque entièrement détruits.
Au cours de la période de la Convention nationale (1792-1795), la commune porta le nom révolutionnaire de Castera.
Aux XVIIIe siècle et XIXe siècle, les eaux thermales de Saint-Loubouer sont exploitées jusqu'à la création de la station d'Eugénie-les-Bains en 1861.

## Politique et administration
| Période                                  | Période  | Identité           | Étiquette | Qualité                 |
| ---------------------------------------- | -------- | ------------------ | --------- | ----------------------- |
| Les données manquantes sont à compléter. |          |                    |           |                         |
| 1995                                     | 2005     | Jacques de Guenin  | UDF       | Économiste et ingénieur |
| 2005                                     | 2014     | Aline Lalanne      |           | Retraitée enseignement  |
| 2014                                     | En cours | Jean-Jacques Dufau | DVD       | Artisan                 |

## Démographie
| 1793  | 1800  | 1806  | 1821  | 1831  | 1836  | 1841  | 1846  | 1851  |
| ----- | ----- | ----- | ----- | ----- | ----- | ----- | ----- | ----- |
| 1 372 | 1 259 | 1 321 | 1 130 | 1 248 | 1 311 | 1 267 | 1 260 | 1 246 |

| 1856  | 1861 | 1866 | 1872 | 1876 | 1881 | 1886 | 1891 | 1896 |
| ----- | ---- | ---- | ---- | ---- | ---- | ---- | ---- | ---- |
| 1 200 | 939  | 929  | 917  | 329  | 818  | 760  | 750  | 707  |

| 1901 | 1906 | 1911 | 1921 | 1926 | 1931 | 1936 | 1946 | 1954 |
| ---- | ---- | ---- | ---- | ---- | ---- | ---- | ---- | ---- |
| 708  | 717  | 635  | 600  | 590  | 575  | 529  | 453  | 440  |

| 1962 | 1968 | 1975 | 1982 | 1990 | 1999 | 2005 | 2006 | 2010 |
| ---- | ---- | ---- | ---- | ---- | ---- | ---- | ---- | ---- |
| 466  | 456  | 438  | 425  | 408  | 410  | 426  | 437  | 434  |

| 2015 | 2020 | 2022 | - | - | - | - | - | - |
| ---- | ---- | ---- | - | - | - | - | - | - |
| 443  | 442  | 441  | - | - | - | - | - | - |

## Lieux et monuments
- Ancien camp romain du Castera.
- Église Saint-Loubouer de Saint-Loubouer.
- Tour de Maubourguet (inscrite aux Monuments Historiques), ancienne porte de ville.
- Hôtel du baron de Noguès (mairie) : porte Renaissance, cheminées sculptées XVIIe siècle.
- Hôtel avec entrée ogivale et fenêtres à meneaux.

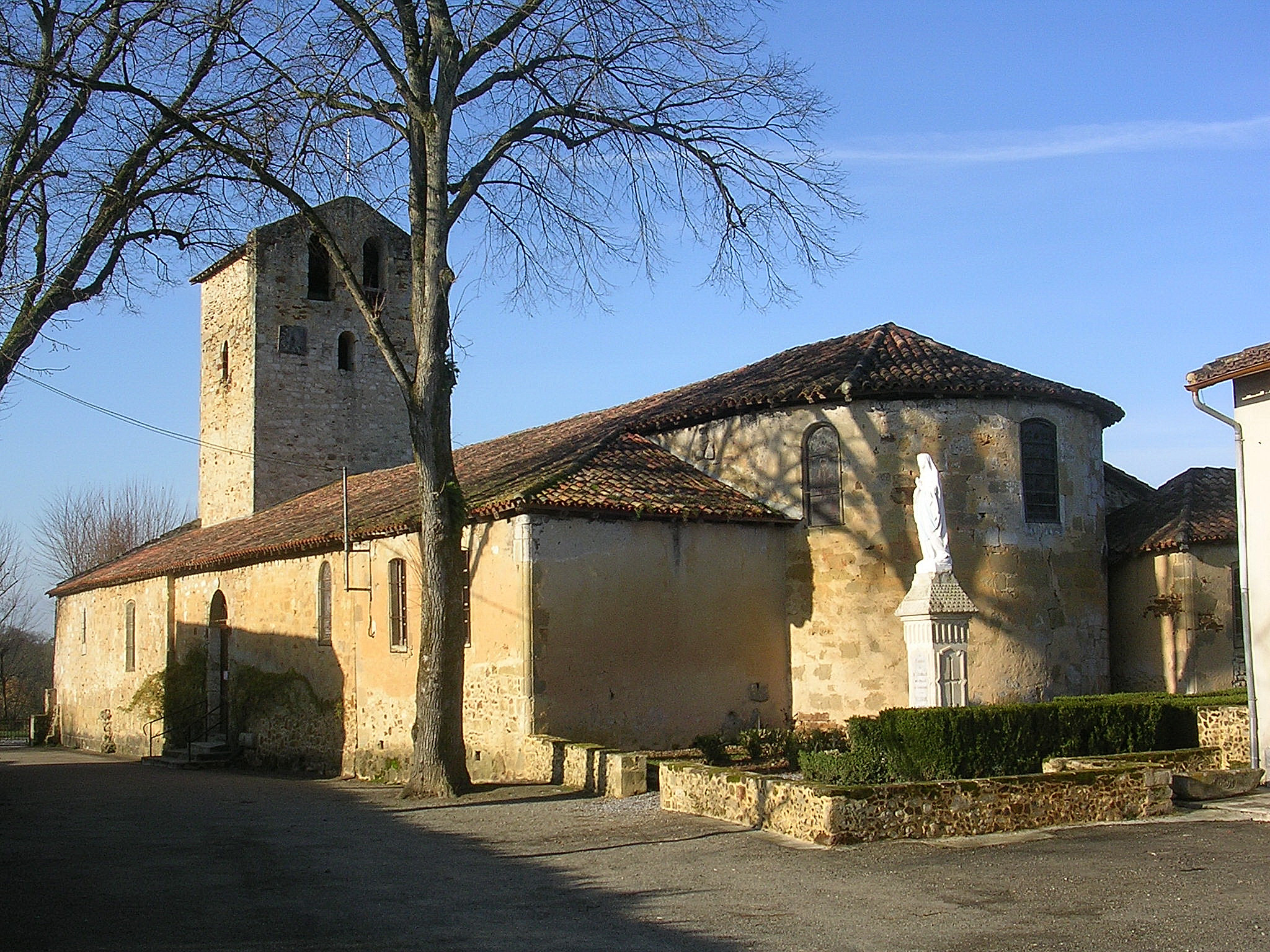
Église Saint-Loubouer de Saint-Loubouer.
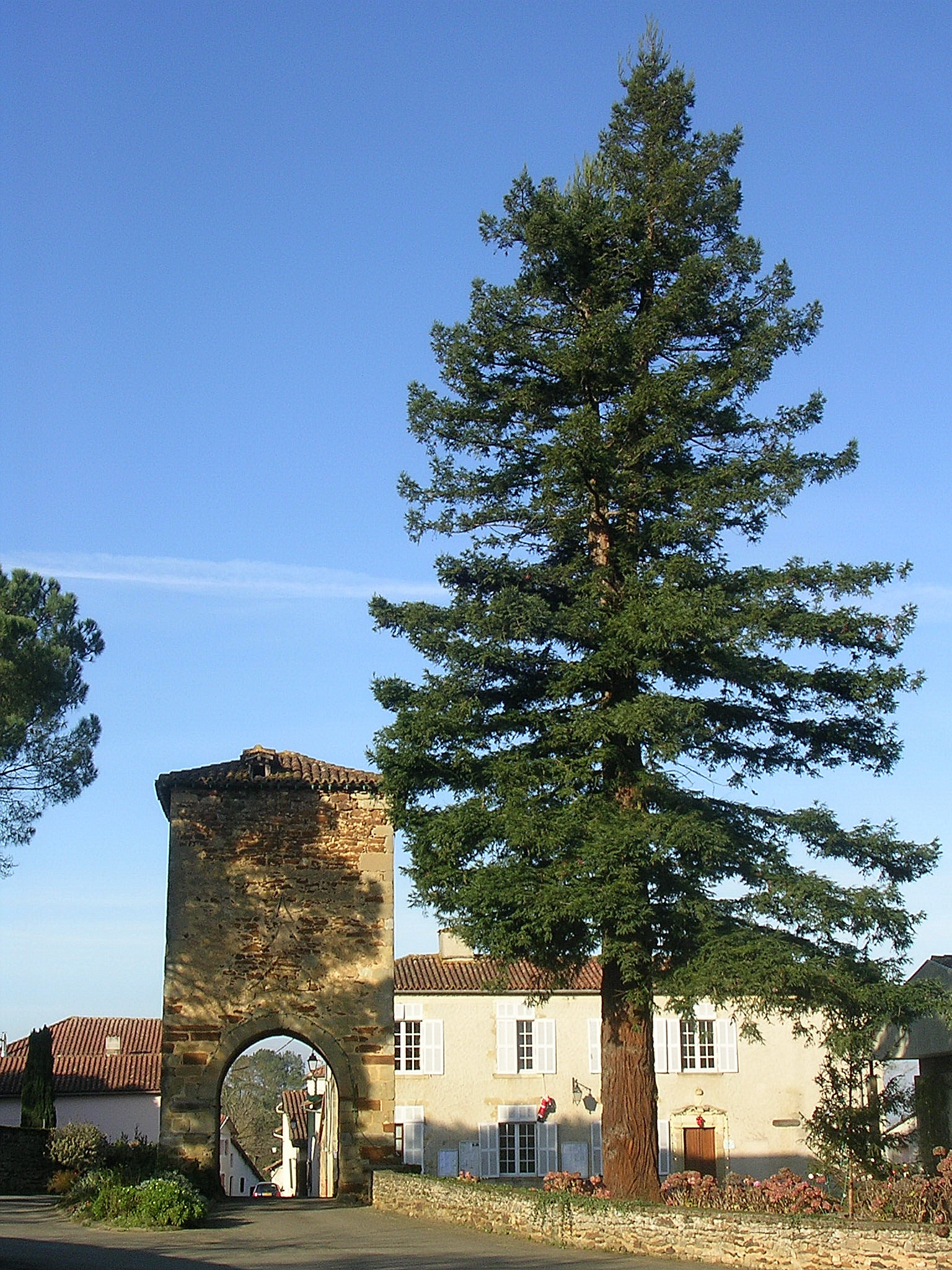
Tour de Maubourguet.
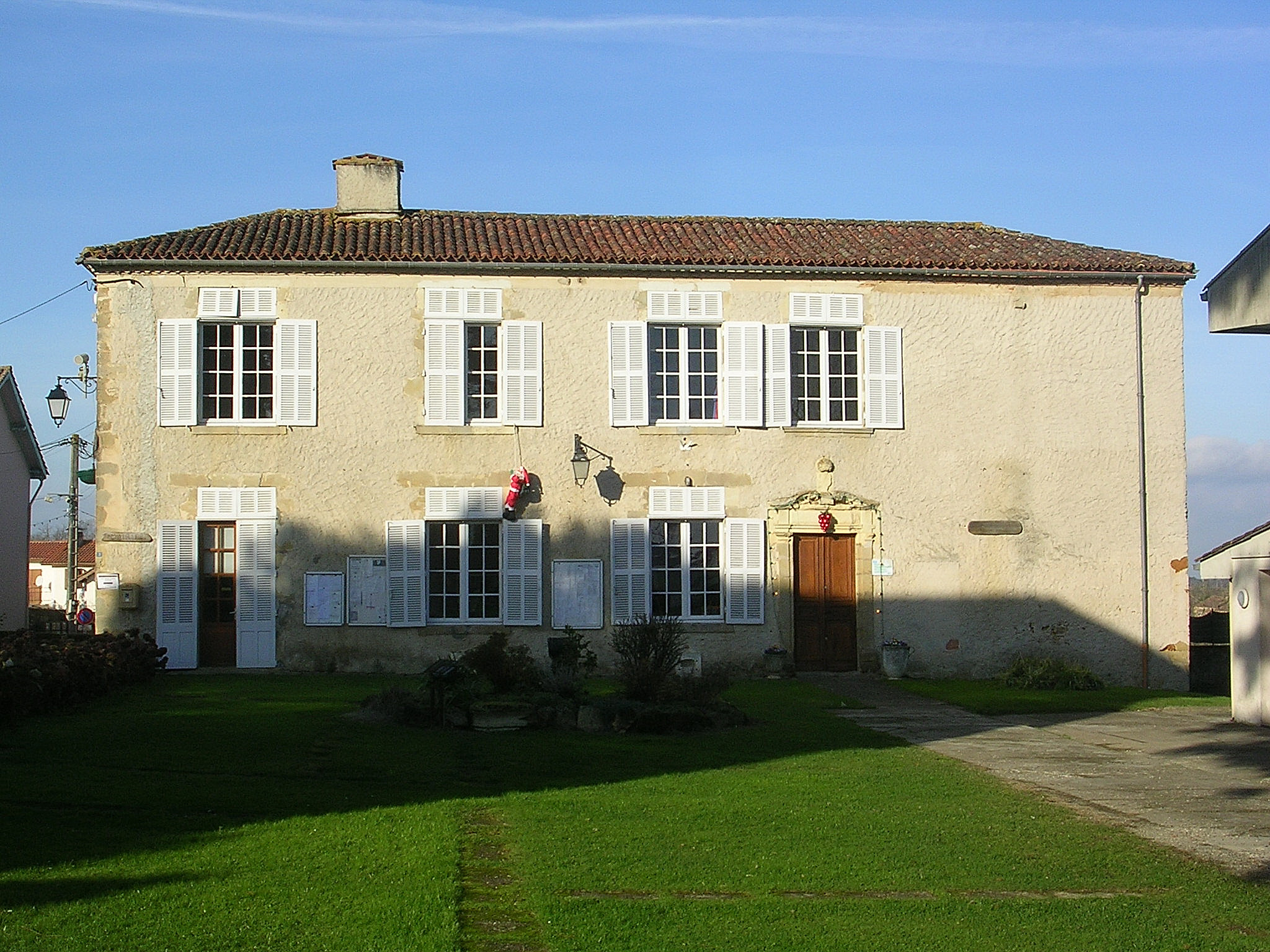
Hôtel du baron de Noguès, l'actuelle mairie.
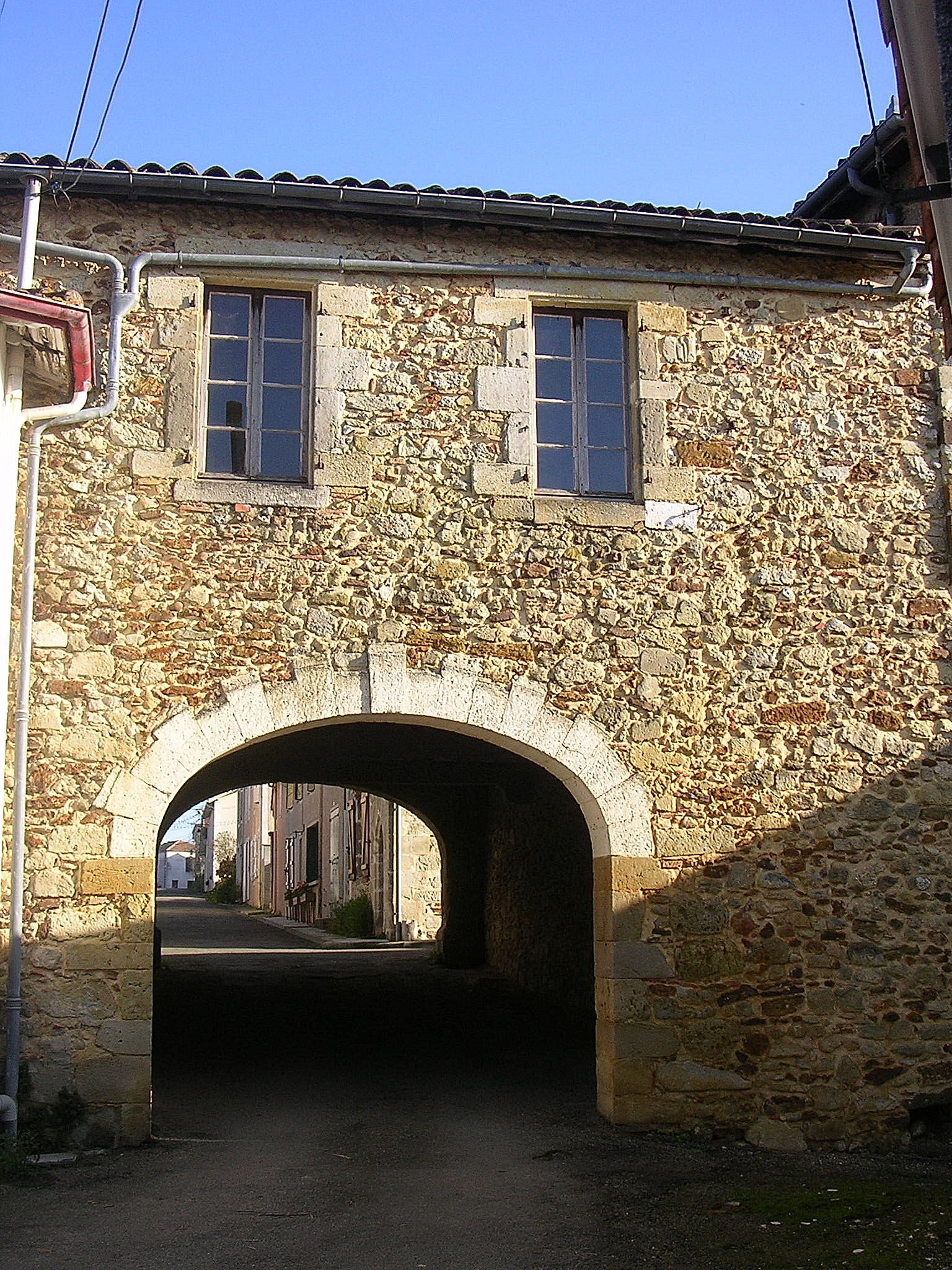
Hôtel avec entrée ogivale et fenêtres à meneaux.

## Personnalités liées à la commune
- François de Laborde (1818-1884), homme politique né à Saint-Loubouer.
- Saint Loubouer, qui a laissé son nom à la commune.
- Jacques de Guenin, ingénieur et économiste, maire de la commune de 1995 à 2005.